# Somaniezo
Somaniezo es un barrio de la localidad de Aniezo, en el municipio de Cabezón de Liébana (Cantabria, España). Está situado a 689 metros de altitud sobre el nivel del mar, a 1 kilómetro de Aniezo y a 7,7 kilómetros de la capital municipal, Cabezón de Liébana.
El barrio de Somaniezo conserva un hórreo típico y en el centro del pueblo pervive un puente medieval. De aquí parte el camino que lleva a la ermita de Nuestra Señora de la Luz, que alberga la santuca, patrona toda la comarca de Liébana. El santuario es un edificio levantado en el siglo XVI en las faldas de Peña Sagra a 1.274 m de altitud, en el cual es venerada una imagen gótica de los siglos XIV-XV. 